# 鵺野鳴介
鵺野 鳴介（ぬえの めいすけ）は、原作：真倉翔、作画：岡野剛の漫画およびアニメ作品『地獄先生ぬ〜べ〜』に登場する架空の人物で、本作品の主人公。通称ぬ〜べ〜。

## 概要
童守小学校5年3組の担任の男性教師。一人称は「俺」。年齢は25歳。7月21日生まれ、身長：178cm、体重：68kg、血液型はO型。趣味はパチンコ。好きなものは生徒とおしるこ。嫌いなものは生徒を傷つける悪霊。
日本で唯一の霊能力教師で、左手に鬼の力を封じ込めた鬼の手を持ち、普段は黒の皮手袋を嵌めて隠している。霊障であるため普段は外しても目に見えないが、封印を解くことで見える。ぬ〜べ〜が鬼の手の封印を解くとき、アニメでは彼の黒目が赤く光り、ドラマでは一瞬覇鬼が彼の体から出てくる。
鬼の手は彼自身のシンボルとして、悪霊や妖怪を倒す必殺の武器となる他、霊の心を読み取ったり、気を送り込んで霊や妖怪の傷を癒やすなど、様々な能力を持っている。他に白衣観音経や霊水晶玉、念珠を携帯しており、鬼の手と共に彼を印象付ける道具となっている。

## 性格・人物
幼少時より強い霊力を持っていたために霊障に悩まされており、小学時代に「化け物」と呼ばれ、酷いいじめを受けていた。同じ境遇を経験していた恩師・美奈子先生の支えで心を捻じ曲げることなくまっすぐに成長し、自分の除霊に失敗して命を落とした彼女の遺志を継いで教師になった。
責任感が強く、奉仕・慈悲の精神に溢れる反面、ドジ・間抜け・スケベな一面もある。計画性の無さ、要領の悪さ、金銭面でのだらしなさで呆れられてはいるが、その人柄や人望により、学校の同僚の教師や生徒たちから深く敬愛されている。反面、対立関係にある相手にはやや疑り深い態度を見せることが多い。妖怪・霊に対しても友好的な存在なら厭わず受け入れる反面、明確な悪意を持つ相手ならば徹底的に容赦しないため、一方的に相手を敵と判断し問答無用で倒そうとして周囲に制止されることもあったりと、正義感が強いゆえに一方的で頑固な一面も見られる。そうした面もあれど、最終的には相手の意見の正しさを納得して受け入れる柔軟さと、自らの過ちを認め改める誠実さも持ち併せている。後に姿を現した鬼娘の眠鬼が邪悪な鬼の妹であると知りながらその心の奥にある優しさに気づいてぬ～べ～クラスの一員として受け入れる等の懐の広さも見せるようになり、後の覇鬼との和解にも繋がっていいく。
基本的に明確な悪意を持つ妖怪や人間に危害を加える悪霊に対しては断固とした姿勢で相対し存在そのものを抹消することも辞さない。しかし、幼い子供の霊などの場合はその性質にかかわらず、鬼の手での抹消ではなく成仏（強制成仏も含む）をさせることを旨としており、やむを得ない場合でもためらいの感情を垣間見せることが多く、魔の13階段の一件ではそれが原因で不良生徒の悪霊たちに完全に嘗められた態度を向けられてしまい、除霊出来なかった。『NEO』では子供の悪霊が相手の場合でも甘さやためらいを見せることはなく無くなったが、それでも鬼の手NEOによる力ずくの抹消はせず、強制成仏に留めている。
鬼の手の力も強力であるが、ぬ〜べ〜自身の霊能力者としての能力も非常に高く、最終的には鬼の手の力を失っても、厳しい修行によってそれに代わる力を得ることにも成功している。また、運動神経も抜群で、中学時代から大学まで色々なスポーツを経験しては、体操や球技からスケート・スキー・水泳など何でもこなせる。一方で車の運転やゲームは全くできない不器用ぶりで、2025年版テレビアニメでは機械音痴でスマートフォンやタブレットの使用に手こずる様子が描かれている。一応、運転免許は持っているものの運転そのものは「運転がものすごく下手」と自負するほど不得手であり、幽霊に条件付きでサポートしてもらっていたほど。霊能力を金儲けには使わないことをポリシーとしているため、除霊を依頼されてもその件で報酬を請求することはない。その気になれば霊能力でギャンブルで一攫千金も可能だが、ギャンブルには基本的に手を出しておらず、例外としてパチンコを趣味としており霊能力を使って当たり台を探ることもあるが、それも最低限の生活物資の確保のためで必要以上に儲けることはしていない。
霊関係の物品の修繕や寄付などの善意のボランティアでの出費が多い他、手持ちのなけなしの貯金を叩いて（5万円という安普請だが）車（霊付き）を購入したり、事件解決の度に生徒たちに食事をおごったりなどの無計画さから月末は絶えず金欠病に悩まされており、生徒に借金を願い出たりもしている。衣食住も不十分で、服装は常にワイシャツ姿、食事は主にカップ麺で（金欠になるとそれすら食べられず、1日に給食のみの1食で休日はほぼ絶食の日さえある）、古い食材でも食べることが多い。胃腸が強く、普通なら食中毒になるほどのものを食べても平然としている。住居も生活備品はほとんど揃っていない（生活用品の9割を学校で開かれるバザーでの中古品で賄っている）。そのため、学校（宿直室）で食事やテレビ鑑賞などの日常生活することも多い。
『NEO』および『S』ではVRやユーチューバーなど最先端の流行にも疎い一面も見せている。

### 恋愛関係
二枚目と言えるそのルックスや心優しい性格、抜群の運動神経から、女性にまるでモテないという設定に対して、読者から「ぬ〜べ〜が女性にモテないのはおかしい」と指摘されたことがあるが、作者曰く「幽霊の話しかしないからやっぱりモテない」とのこと。本人も自分の悪い癖を自覚しているようで、ゆきめの初登場話では彼女の好意を断るための口実にもしている。
ただし、前述の通り、モテる要素は充分に備えているため、女性妖怪やオカルト話に動じない相手からは人気があり、ゆきめ、黒井まみなど、数々の女性を虜にしている他、速魚や座敷童子など恋愛感情抜きで純粋に彼の人柄の良さを慕う妖怪たちも多い。また、前述の理由からぬ〜べ〜を嫌っていた律子もしょうけらに襲われた際に彼が戦う姿を見て遅まきながら見直し、ぬ〜べ〜に心惹かれるようになる。ゆきめとの仲に関しては「人間と妖怪の恋愛なんて不可能だ」と決め付けてずっと自分の感情を押し殺し続けてきたが、後に自分の思いをようやく自覚して告白するものの直後に死別。ゆきめの復活後に正式に交際を始め、終盤にて結婚した。「さらにそれからの地獄先生ぬ〜べ〜」では、ゆきめとの間に6人の男の子を儲けている。なお、ゆきめは本編当時16歳だったため、教師なのに女子高生相当の年齢の少女と付き合っていることになってしまい、ぬ〜べ〜自身も気にしていた模様（単行本おまけコーナーでいずなに「犯罪じゃないのか」と指摘されて狼狽している場面がある）。また、原作者曰く、当初ぬ〜べ〜は律子と結ばれる予定だったが、ゆきめとの人気の差ができたため、最終的にぬ〜べ〜はゆきめと結ばれた。

### 人間と妖怪の関わりへの考え方
人間に敵意や悪意を持つ妖怪に対しては断固とした対応で対処するが、人間に対して好意的な意思を示す相手であれば排除せずに受け入れており、妖怪の悩みやお願いなどの相談事にも快く応じている。その一方、「人間の心が妖怪を作り出す」というテーマが明確化していくに伴い、闇を恐れる人間の心が作り出した存在ゆえに、時に人間に牙をむく存在にもなる妖怪たちの背負う業を思い、思い悩む様子も見せていく。
最終的には、ゆきめや玉藻との交流を通じて「たとえ妖怪でも人と共に暮らしていくうちに人間の心に目覚め理解しあえるようになる」という確信を得ていき、その思いは邪悪な鬼の心をも変えていく。

### 霊能力と金銭についてのスタンス
前述のとおり、霊能力による人助けについては利他主義を貫き無償の奉仕に徹しているが、「霊能力で大金持ちになる」といういずなの夢を聞いた際には肯定的に受け止めて自分の主義主張を押し付けるようなことはせず、「ならばなおのこと修行をやり直すべきだ」と進言までしている。金儲けのために霊能力を悪用することが許せないだけで、霊能力で対価を得ること自体は否定しない姿勢のようである。

## 霊能力・術

### ぬ〜べ〜本人の霊能力
霊感能力
近くに霊や妖怪が現れた時、その霊気や妖気を感じ取ることができる。鬼など、場合によっては妖気からその妖怪の種類まで特定することも可能。水晶玉を通して対象を見ることで、より正確に霊視できるようである。一時的に他人に霊視能力を与えたり、霊の方を一般人に見える状態にすることも可能。
霊感が強いと不必要に霊を引き寄せて霊障の被害に遭いやすくなるため、必要ない時は能力を抑制してあえて霊視できないようにしている。
『NEO』では鼻で霊気や妖気を感じ取っていると思われる描写があり、鼻風邪をひいたり毒などで鼻をやられたりすると、たとえ目の前の人物が妖怪だったとしても妖気を感知できないようである。
幽体離脱
自身の肉体から幽体・魂ごと抜け出すことによる分身（陰神）術。幽体の量を調節することで、実年齢よりも若い姿で離脱することもできる（第42話「第4コースの幽霊」の回では、中学生の姿で離脱し、水泳部員の霊と競争した）。自身だけでなく他者に対して行うことも可能であり、その際に、鬼の手を使って幽体を引き出したことがある。離脱した幽体は、肉体が生きている間は、「シルバーコード」と呼ばれる命綱によって肉体と繋がっており、これが切れると、死んでしまう。幽体離脱しシルバーコードが初めて見えたのは「幽体引っ張りゲーム」により全身が幽体離脱した美樹だが、秀一（ぬ〜べ〜も同行）も幽体離脱しシルバーコードを見せた。
意図せずして幽体だけが体から抜け出した場合は幽体離脱ではなく幽体剥離と呼び、長時間幽体を失ったままだといずれ死に至ってしまう。世にいうドッペルゲンガーは、剥がれた幽体だけが本体の意思を無視して勝手に移動する現象とされている。
他者への憑依
自身の不在の最中に童守中学校の妖怪騒ぎに首を突っ込み危機に落ちたいずなに対し、ポケベルを通じて口寄せするよう指示した上で、九州行きの飛行機内で幽体離脱していずなに憑依して戦った。
降霊術
いずなが使用する口寄せと類似する術で、自身が呼び出したい霊を呼び寄せることができる。
反魂の術
大昔の高僧が編み出した、死者を蘇らせる忌まわしき術。遠足の下見にきた際、遭難して孤立したぬ〜べ〜が、話し相手を欲するあまり、ハイカーの亡骸をこの術で蘇らせた。
蘇った死者に生への気力を取り戻させることが術の効果を継続させる鍵であることを突き止め順調に生き永らえさせていたものの、隠して持っていたハイカーの遺書を手に取らせ生前の記憶を戻してしまったために失敗に終わっている。
陽神の術
自身の気を練ることで実体を伴った本人そっくりの分身を作る術。高い霊能力と霊能者としての才能に恵まれた者だけが使える高等秘術。練られた気はエクトプラズムに似た粘土質のような塊となり、術者の念やイメージによって自在に姿を変化させることが可能。分身は非常に頑丈で、軟体状の物質のような性質を持つため銃撃や斬撃などの物理的ダメージも無効化できるが、術に熟達していない場合、水に触れると溶けるという弱点が生じる。また妖気や霊気などの気とぶつかり合うことで術者の気が飛び散ると回復が鈍化しダメージを受けてしまい、極限まで気が減少すると陽神の肉体を保てなくなり死んでしまう。美奈子のように既に肉体を失って霊体だけの存在となっている者も使用することができるが、その場合は気でできた肉体を保つのに限界が伴う模様である。
虚弱体質であるあゆみはぬ〜べ〜の指導を受けてこの術を習得し学校に通っている。ぬ〜べ〜は座礁して沈没寸前の沖合の船に乗り込もうとした子供たちを監視するため小学6年生の少年の姿に変化して「陽神明」と名乗って以来、その姿を見せる時はその名前で通すようになる。玉藻は呪いのゲーム騒動で石化される直前に鵺野の見よう見まねでこの術を発動したが、見よう見まねでの行使だったことと有事の際で十分に気を練れなかったため子供の姿になり「南雲京太」と名乗った。
『NEO』においては、覇鬼が地獄に帰って鬼の手が失われた後、鬼の残留妖気を使って陽神の術で鬼の手の形を復元したことが語られた。
犬神召喚
犬神を召喚し、経文が効果を発揮し難いおとら狐を捕食させた。
感知能力
自身が見つけ出したい物を探し出す能力。ダウジングやフーチ、オーリングなどを行い自身の見つけ出したいものを探し出す。これ自体は人間の潜在的な感知能力を霊能力や道具を用いた占いなどで増幅するものでるため、誰でも使用することができる。
ぬ〜べ〜は自身の強力な霊能力を併用することでパチンコの当たり台を探るなどして金欠時の生活費や生活物資を捻出している。
幻影の投影
水晶玉や鬼の手を介して他者に幻影を見せる。鬼の手を使った場合は、特定の相手のみに見せることが可能。自身の姿を巨大に見せたり、水晶玉に記憶された妖怪の幻を召喚したりしている。

### 経文（白衣観音経）を使用した技
守護霊交代
他人の守護霊を交代させる術。経文で対象者を叩くことで行使する。交代させて憑く霊が善良とは限らず、憑いた霊そのものの性質に左右される。また、悪意を持った者の行使により悪霊を憑かされる場合もある。
ぬ〜べ〜の場合は取り憑かせる霊をある程度選ぶことができるようで、守護霊の影響で帯電体質に悩まされていた小早川しおりに無害な霊を守護霊として降ろして体質を改善させたり、銀行強盗の守護霊を悪霊に代えて恐ろしく運が悪い状態にさせたりしている。
白衣霊縛呪 (びゃくえれいばくじゅ)
原作のみ出てくる技。悪霊や妖怪に白衣観音経を巻き付けて身動きを封じる、または経文そのものに霊を封印する。原作のぬ〜べ〜がよく使う技である。
白衣霊撃呪
文庫版の「九月のレクイエム」にのみ出てくる技。まっすぐに伸ばした白衣観音経で敵妖怪や悪霊を撃破する。
白衣霊壁呪 (びゃくえれいへきじゅ)
原作のみ出てくる技。白衣観音経で対象を囲い込み、観音経の力で外部の攻撃から身を守る技。
霊縛切断 (れいばくせつだん)
まっすぐに伸ばした白衣観音経を刀のように振り下ろし、人に取り憑いた霊を切り離して可視化させる。
霊界への扉を開く
宙に浮かべた白衣観音経を輪の形にし、その中に霊界への入り口を開く。夢破れて集合霊となった人々を成仏させた。

### 鬼の手を使用した技
霊体への攻撃
鬼の手で悪霊や妖怪を殴ったり切り裂いたりする、ぬ〜べ〜の主たる攻撃手段。鬼の手は霊体であるため、実体を持たない霊や妖怪に対して物理的な攻撃を加えることができる。
威力は極めて強く、並みの悪霊や妖怪なら一撃で無に帰すことができる。しかし、強力な妖気・怨念や霊気を持つ相手や神クラスの相手には通じない場合もある。
『NEO』での鬼の手は、鬼の残留妖気を使用して陽神の術で形を復元したものであるため、威力は元の鬼の手の1/100まで低下してしまっている。そのため、妖怪と戦う時は鬼の手に自身の霊力をさらにプラスして攻撃している。
思考に触れる
鬼の手を利用し他人の頭の中を覗いたり、思考が止まった霊などと話ができる。ぬ〜べ〜が多用する霊や意識体との通信手段。対象者の記憶を第三者に見せたり、特定の記憶を忘れさせたりすることも可能。
プライバシーに関わるため、人間に対してはめったに使わない。
また、これ自体は鬼族が備え持つ力であり、絶鬼や眠鬼も劇中で使用している。
霊波封印の術
鬼の手で自身の霊力を物体に宿し、霊や妖怪などに対しても物理的に働きかけられるようにすることができる。
強制成仏
説得に応じない（もしくは説得が通じない）霊に対し、強制的に成仏させる技。
観音経を通じて行う場合と鬼の手を介して行う場合があるが、いずれの場合も鵺野自身の霊力と経文で成仏させる（ぬ〜べ〜曰く「妖怪化した霊はそう簡単に成仏できない」ということで、人に害をなす妖怪の場合はたいてい鬼の手で抹消している）。
幽体摘出
鬼の手を利用し、生きた人間の幽体を無理矢理引きずり出す。かなりの荒業で、掛けられている者は相当の激痛を伴う。劇中で披露したのは2回だが本来の使い方としては怪人「A」に対して1度だけ使用したのみ。この際は幽体を引きずり出した上で地獄へ送り込もうとしたが、相手の怪力ぶりに振りほどかれてしまった。2度目は銀行強盗に対する脅しとして、幽体を少しだけ引きずり出して痛めつける形で使用。ドラマ版でも、晶の体から人体模型の霊であるジンタをはがす際に使われている。
妖力波
鬼の手を利用して妖気を手から放ち、敵を吹き飛ばす技。実体あるものを物理的に破壊することも可能。眠鬼との合体時に初めて使用した。
霊体強握
『NEO』より登場した技。鬼の手で霊体を掴むことで、相手の身動きを封じる。童守町に再び現れたAにこの技を使用して身動きを封じ、警察にAを逮捕させた。
妖気吸引
『NEO』より登場した技。妖気を注入され巨大化などの変化をした者を、鬼の手で妖気を吸い取ることで元の姿に戻す。
妖気裂断
『NEO』より登場した技。鬼の手で妖気を切り裂くことで、妖気で操られている者を正気に戻す技。

### 鬼の手NEO関連
蓄気法
体内の「丹田」（人間が気を溜める場所）を修行で鍛え、丹田を自由に圧縮できるようにする、天狗族の秘術。これにより、気を溜めて圧縮することを繰り返すことで、何百何千人分もの気を体内に蓄えることができる。
覇鬼が地獄へ帰ったことで鬼の手を失ったぬ〜べ〜が、それに代わる力を得るべく、大天狗・アマノギコ神に師事し修行して身に付けた。これを身に付けるには、死にも値する壮絶な苦行に耐え抜く必要がある。
また、基本となる下腹部の丹田の他にも2か所存在する丹田を利用することでより膨大な気を貯め込む「三丹田」という技が存在するが、天狗族であっても会得するのは非常に困難だという。また、残りの丹田は気を貯められる構造になっていないため、無理な使い方をすると体に多大な負荷がかかってしまう。
鬼の手NEO
蓄気法により体内に蓄積した気を瞬間的に鬼の手に送り、それを大砲のように放つ技。発動時は鬼の手の外観がより強力なものに変化する。この技の発動には、大天狗から授かった「宝玉」（気を鬼の手にスムーズに送る誘導装置の役割をする）が必要であり、宝玉がないと鬼の手から気を放った瞬間に体が爆発してしまう。また、体内の気を瞬間的に大量消費（場合によっては全消費）するため、原則として1度の闘いで1発しか使えない。しかし、大天狗によれば、蓄気法の鍛錬を行い気を超人的に蓄積できるようになれば、以前（覇鬼を封印していた時）の鬼の手を遥かに凌ぐ威力を出せるようになるとのこと。
霊体烈断
鬼の手NEOで相手の体を斬りつけ、肉体と霊体を同時に傷つける技。鬼の手NEOは霊気であるため、この技で人体を直接傷つけることができる。そのためぬ〜べ〜は「これだけは使いたくなかった技」と言っていたが、童守町に再び現れたAに対しやむを得ずこの技を使用した。
霊力全開
鬼の手NEOで体内の全霊力を放出する。この技を使用後は完全に霊力が無くなるので、霊力病のゆきめとも触れ合える。
遷霊移魂
鬼の手NEOの霊力で、生物と融合している霊や魂を別の生物へ移す技。外来種のカミツキガメと融合して凶暴化した沼の神・すっぽん和尚にこの技を使用し、魂を在来種のイシガメに移してすっぽん和尚を本来の姿に戻した。

### その他
覇狐（バコ）
葉月いずなから預かった管狐から生まれ、ぬ〜べ〜の霊力によって育ったぬ〜べ〜専用の管狐。外皮と体色が鬼の手と同じになっているのが特徴。ぬ〜べ〜たちを乗せての飛行も可能で、血縁であるいずなの管狐たちをも凌駕する最強の管狐。しかし力は強い一方。ぬ〜べ〜自身は管狐使いとしては未熟なため、管乱坊の持つ最凶の管狐・雀狐に敗れてしまった。

## 鬼の手
- ぬ〜べ〜の霊能力者としての除霊能力を格段に高めている覇鬼を封じ込めた左手。本来の左手は覇鬼との戦いで粉砕されてしまい（アニメ版では粉砕されず）、左手に封印する形で手首から上のみを表出させている。鬼はこの世のものではないため、封印を解いていない状態では常人には見えず、限定的に封印を解いて力を解放することで視認できるようになる。ぬ〜べ〜と美奈子先生の2人がかりで二重に封印を施すことで鬼の力を制御しているため、2人のうちのどちらかの霊力が弱まると封印が解けて鬼の復活を招く危険性を孕んでいる。鬼の手から発する妖気が強いため、一部の妖怪や鬼族には同類と認識される。
- ぬ〜べ〜と美奈子の意思疎通により力をどの程度解放するかは決められる。このためどうしても自力では通用しない相手との戦闘においては自らの肉体に侵蝕を受けることを承知で力を解放することもある。ただしこれを行なうと自らも解放度とそれに伴う侵蝕に相応のダメージを受けてしまうため、最終手段である。作中では3度解放したことが確認されている。
- 鬼の手は霊体であるため、実体の無いものに触れることができる。用途に応じて実体のあるものに触れることもできるが、その場合は感電したり（原作第44話、アニメ第12話）するなど物理的接触が有効になってしまう（しかし、原作108話では「電気を通さない鬼の手だからできる」と言って金属製のモップを直に掴んで高温のプラズマの電気を地面に逃がしている）。
- 鬼の妖力の解放度で形状が変わり、通常時でも伸ばす程度はでき（原作10話）、10%解放で剣のような形、30%解放で鎖付きの斧のような形、50%解放でトゲ付きの網のような形（原作125話など）などの変化をする。
- 例え制御できていても、憎しみに満ちた心で鬼の手を使うと鬼の妖気・邪気と同調することで鬼の細胞が体内に入り混じり、化け物のような姿に変貌してしまう。
- 30巻において覇鬼と和解してからは侵食の危険性がなくなって鬼の手の力を100%発揮できるようになり、覇鬼の協力の下で「飛行」や「鬼の手の変形」などの新たな能力も身につけた。
- 『NEO』ではぬ〜べ〜が九州の小学校に赴任してから5年後に覇鬼が地獄に帰ってしまったため、それ以降は残留妖気の「陽神の術」で作り上げた形だけの存在であることが判明している。これで以前のように普通の悪霊や妖怪は倒すことは可能であるが、力は100分の1ほどに落ちている[注 9]。
- その後は大天狗の元で厳しい修行をし、体に多くの気を溜める「蓄気法」を体得。それを利用した「鬼の手NEO」という技を身につけた。

## 陽神明
陽神明（ひのかみ あきら）は、ぬ〜べ〜が陽神（ようしん）の術によって“気”を練って作り出した分身。意図的に“気”の量を調節することで自由に体格を変えることができる。術が初登場した第83話「あの子はのっぺらぼう!?」の回では、職員会議を抜け出せない本体に代わり、実年齢そのままの大人の姿で活動した。それ以降は、気の量の調整を意図的に抑えるか、もしくは妖怪の強襲で緊急時に調整が不十分なために小学生くらいの体格で登場することが多く、その姿で生徒たちの前に出る時は正体を隠すためにこの偽名を使う。
声優は置鮎龍太郎（『CR地獄先生ぬ〜べ〜』のアニメ映像では高岡香が担当）。

## パラレルワールドにおける鵺野鳴介
第137話「次元妖怪・まくらがえし」で郷子がまくらがえしによって精神を送り込まれた、パラレルワールドの未来に存在するぬ〜べ〜。本世界におけるぬ〜べ〜は、広たちが小学校を卒業してから2年後にとある悪霊の除霊に失敗して重傷を負ったために会話もほとんどできなくなり、車椅子に座って点滴を受けながらリツコ先生に介護されるなど、ほぼ廃人と化している。しかし、取り乱す郷子の状況を察して本世界が彼女の迎える未来の1つに過ぎない旨を説明すると、郷子に憑依していたまくらがえしを倒して彼女の精神を本来の世界へ送り返した。テレビアニメでは、この回が最終回として放送された。

## 『霊媒師いずな』での出演
28歳（特別番外編では29歳）。3年前に受けた白虎からの傷の呪いで廃人となった。いずなが妖怪・チャブクロで過去改変を成功させた後は無印本編同様、ゆきめと結婚して九州に転勤した。九州に転勤してから4年後にいずなと再会する。

## 『地獄先生ぬ〜べ〜 NEO』での出演
37歳。外見は特に変わっていない。九州への旅立ちから11年後に再び童守小学校5年3組の担任となり、同クラスに教師として就職した教え子の稲葉郷子と再会。前作の最終回から1年後にかつてのぬ〜べ〜クラスの生徒たちの卒業式に出向いたらしく、副担任となった郷子とはその時以来およそ10年ぶりであった。周りには妻のゆきめが社長としての仕事が忙しいため、単身赴任の身だと言っている。そのため、生活が独身時代のようになっており、特に食生活は給食以外ではカップ麺や給食の残り物が中心となっている。
ゲンコツで手を上げたり頭ごなしに叱り飛ばしていた前作と違い、ベテランらしく生徒の気持ちに合わせた腰を据えた指導をするようになった。
その後、謎の男、丑光が教師として学校に赴任してきたことをきっかけに、謎の宗教組織ヴィムクの陰謀に巻き込まれていき、彼らの目的である大羅刹鬼天帝復活を阻止するべく戦いに身を投じることとなる。ゆきめやライバルの霊能力者カルラ・シン、地獄から戻ってきた鬼三兄妹の協力の下、復活を果たした鬼天帝の体を乗っ取った真の黒幕、地獄人の女ラミアを鬼の手NEOの真の力の開放によって打倒し、彼女がもくろんだ人間界の破壊を防いで世界の平和を守り抜いた。

## ドラマ版『地獄先生ぬ〜べ〜』での出演
舞台が童守小学校から童守高校に変更されているため高校教師として登場しており、2年3組の担任、国語教科を担当している。
正義感が強く教育者として生徒たちを支え導く立場だった原作に対し、性格はかなり気弱でお人良しな面が目立つ。生徒からの信頼を得られない、生徒の叱り方が分からないなど、しばしば教育者として悩み落ち込むことが多く、教師としての自分を卑下しており「自分は生徒に対して何もできないダメ教師」だと思っている。
その反面、父親である無限界時空に対しては原作以上に嫌悪感を持っており、彼が絡むと激しい怒りに駆られて周りにも当たりがきつくなってしまう。
教師になった現在でも自分が霊能力者であることにコンプレックスを持っており、当初は鬼の手のことや霊力を持っていることも同僚や生徒たちには秘密にしていた（この世には妖怪がいるという事実については隠しておらず、当初から（信じてもらえなかったものの）生徒たちにその存在を明かしている）。最初に鬼の手を生徒（まことと法子）に見られた際には「引かれてしまう」と大きく落ち込んでいた。自分の手のことを明かそうと考えても、そのことによって生徒たちが離れていくという想像しかできずに躊躇していた。そして鬼の手がクラスの全生徒にばれた際には、引いてしまった生徒たちに大きなショックを受けて彼らの前から一時姿を消し、川の土手で落ち込んで「鬼の手がある限り自分に居場所はない」とつぶやいていた。しかし、生徒たちが自分を受け入れてくれたと知ると自信を取り戻した。また、リツコ先生がすべてを知ったと告白した際は、当初はショックを受け「完全に終わった」と落ち込んだが、彼女がすべてを受け入れてくれたと知り戸惑っていた。第7話では怪人赤マントの夢の世界で鬼の手を猫の手に変えられジャッジメントで死にかけるも玉藻と父である無限界時空により救われるが無限界時空の封印解除には気づいていない。
夜は密かに校内をパトロールし、校内で妖怪を見つけては成仏させることを日課としている。
原作のように正体が判明した後の玉藻と対立することはなく、教師として、また霊能力者としての悩みを吐露出来る唯一の友人として、「たまちゃん」と呼んで親しげに接している。
第1話でありのままの自分が分からなくなって落ち込む法子を励ますため、テニスウェアを着て彼女にテニスを勧めていたが、彼女に拒否されたためその腕前は不明である。
自分一人では解決できない問題に直面して悩み込み、見かねた覇鬼に左手内の異空間へ呼び出され（自分から相談に向かうこともある）、美奈子と覇鬼に飴と鞭の説教を受けるのが毎回の「お約束」になっている。
2014年10月1日発売のグランドジャンプ21号にてドラマ版の宣伝を兼ねて「地獄先生ぬ〜べ〜NEO」にドラマの世界のぬ〜べ〜が登場し、原作の世界のぬ〜べ〜と共演を果たした。

## キャスト
声優
- 置鮎龍太郎（テレビアニメ版）
- 瀧本富士子（テレビアニメ版・少年時代）

俳優
- 丸山隆平（2014年テレビドラマ）
- 若山耀人（2014年テレビドラマ・少年時代）

## 補足
- 読み切り時での作品のタイトルおよび彼の通称は「ぬ〜ぼ〜」だった。これはゆうきまさみの漫画『究極超人あ〜る』をもじって名づけられている。連載時に「ぬ〜べ〜」に変更した理由は、森永製菓のチョコレート菓子ぬ〜ぼ〜とかぶるためで、仮にアニメ化した時に協賛が森永製菓のライバル企業だった場合にどうなるかを考慮したことからである[要出典]。
- 名前の由来は映画『悪霊島』のキャッチコピー「鵺の鳴く夜はおそろしい」から[3]。
- 髪が額の中央に寄っている髪型は、アニメ『装甲騎兵ボトムズ』の主人公キリコ・キュービィーがモチーフ。黒いネクタイとズボン姿はブラック・ジャックのイメージだと作者は語っている[要出典]。
- 読み切り版や連載の極初期のころには「普段の除霊成功率は30%程度しかないが、子供を危機から守る際には100%の力を発揮する」という設定になっていたが、早い段階で設定自体が消滅しており、話の舞台が童守町の外に広がり外部からの除霊の依頼も受けるようになってからは「頼れる霊能力者」のようなイメージが押し出されている[注 16]。これに関しては広たちからも「設定が変わっている」とツッコミを受けている。